# Blatna (Bośnia i Hercegowina)
Blatna (cyr. Блатна) – wieś w Bośni i Hercegowinie, w Republice Serbskiej, w gminie Novi Grad. W 2013 roku liczyła 367 mieszkańców.